# 1989 WU1
1989 WU1 är en asteroid i huvudbältet som upptäcktes den 25 november 1989 av de båda japanska astronomerna Seiji Ueda och Hiroshi Kaneda i Kushiro.
Asteroiden har en diameter på ungefär 4 kilometer.